# La Ferté-Saint-Aubin
La Ferté-Saint-Aubin é uma comuna francesa na região administrativa do Centro, no departamento Loiret. Estende-se por uma área de 86,68 km². Em 2010 a comuna tinha 7 598 habitantes (densidade: 87,7 hab./km²).